# L-complex
L-complex, L-kompleks, niekiedy również język złożony – grupa dialektów, która nie może zostać jednoznacznie sklasyfikowana na poziomie językowym. Uwzględniając pewne cechy lingwistyczne, taki zespół dialektów może być umieszczony zarówno poniżej, jak i powyżej poziomu języka. Termin wprowadził do literatury amerykański językoznawca Charles F. Hockett.
Przykłady L-complexów:
- bisaja